# Żółwiak malajski
Żółwiak malajski (Dogania subplana) – gatunek żółwia z rodziny żółwiakowatych (Trionychidae); jedyny przedstawiciel rodzaju Dogania.

## Występowanie
Żółwiak malajski żyje na Półwyspie Malajskim, Wyspach Sundajskich oraz na Filipinach. Żółwiak ten zamieszkuje wody słodkie o mulistym dnie.

## Pancerz
Żółwiak malajski ma pancerz grzbietowy owalny, wydłużony, szarobrązowy, często z czterema ciemniejszymi plamami.

## Pożywienie
Żółwiak malajski żywi się rybami, żabami oraz większymi bezkręgowcami wodnymi.